# Roland (Lully)
Roland (LWV 65) je francouzská opera (tragédie lyrique) od Jeana-Baptiste Lullyho. Libreto sepsal jeho dlouholetý spolupracovník Philippe Quinault, podle Ariostovy básně Orlando Furioso. Opera měla premiéru 8. ledna 1685 ve Versailles.
Podobně jako většina ostatních Lullyho oper, má i Roland alegorický prolog a pět dějství.

## Vznik a první představení
Roland je klasickou Lullyho operou, složenou z pěti dějství a prologu. Quinault se při psaní libreta inspiroval Ariostovou básní Orlando Furioso (česky: Zuřivý Roland).
Na rozdíl od většiny Lullyho oper není libreto Rolanda inspirováno klasickou mytologií, ale na příběhu středověkého rytířství. Předchozí Lullyho opera Amadis (1684) a následující Armide (1686) jsou rovněž inspirované středověkými příběhy. Je to dáno zejména tím, že Lullyho a Quinaultova díla reflektovala aktuální smýšlení Ludvíka XIV. Ten byl koncem 70. a začátkem 80. let 17. století pod vlivem své tehdejší milenky Madame de Maintenon (která postupně vytlačila poživačnější Madame de Montespan), a proto u dvora klesal počet a nákladnost slavností a představení a zavládla spíše nábožnější atmosféra (která však nikdy zcela nepřevládla), díky čemuž byl pravý čas na operu s křesťanskou tematikou.
Opera však měla i vlastenecký charakter. Rytíř Roland se narodil ve Francii a byl hrdinou Písně o Rolandovi (franc. La Chanson de Roland), tedy jedné z nejstarších francouzských literárních památek z 11. století.
Premiéru měl Roland 8. ledna 1685 ve Versailles, v podání herců z Národní pařížské opery.
Dne 8. března 1685, se konalo první představení Rolanda v divadle Palais-Royal.

## Inscenační historie
Nové inscenace Rolanda v sídle pařížské opery, Théâtre du Palais-Royal, byly připraveny v letech 1690, 1705, 1709, 1716, 1727, 1743 a naposledy v roce 1755 s hudebními úpravami Louise Auberta. Reprízy v 18. století byly často provázeny parodiemi souběžně hranými v lidových divadlech (Théâtre Italien aj.), včetně loutkových. Zvláštní oblibě se Roland nadále těšil i u královského dvora: na žádost Ludvíka XIV. jej soubor pařížské opery provedl ve Versailles v lednu 1690, ve Velkém Trianonu v lednu 1691 a opět ve Versailles roku 1697 při příležitosti svatby králova vnuka vévody burgundského. Přízeň této opeře věnovala později i královna Marie Leszczyńská, která ji dala provést ve Versailles roku 1732, i její snacha a manželka následníka trůnu princezna Marie Josefa Saská, z jejíhož podnětu se Roland hrál roku 1749 ve Versailles a o rok později na zámku ve Fontainebleau.
Vedle Paříže byl Roland uveden v jiných francouzských městech, totiž v Lyonu (1691, 1740, 1749–1750), Rouenu (1693), Marseille (1694), před rokem 1720 ještě v Lille a také v Metách.
Mimo Francii se Roland hrál vedle Amsterdamu (1686) v první polovině 18. století zejména v Bruselu (Théâtre de la Monnaie): doloženy jsou inscenace v letech 1706, 1721, 1726 a 1741. Podle zachované partitury s poznámkami jej ještě před rokem 1686 uvedli rovněž v markrabské rezidenci v Ansbachu.
Když Lullyho opery opustily repertoár, upravil Quinaultovo libreto do tříaktové podoby Jean-François Marmontel. Tuto verzi zhudebnil skladatel Niccolò Piccinni a měla premiéru v pařížské opeře v lednu 1778. Jednalo se o Piccinniho první francouzskou operu a právě jí zahájil estetickou debatu („querelle“) mezi zastánci svého italského stylu opery seria a zastánci reformního stylu Ch. W. Glucka.
V moderní době zazněl Lullyho Roland poprvé koncertně a ve zkrácené verzi ve Wolfson Hall londýnské nemocnice Charing Cross Hospital, a to 14.–15. ledna1983. Představení připravila amatérská operní společnost Opera Integra (zopakovala ho v červenci 1983 v kostele Christ Church v londýnské čtvrti Spitalfields). První úplnou a profesionální inscenaci uvedlo pařížské Théâtre des Champs-Elysées (premiéra 26. listopadu 1993) v koprodukci s operním divadlem v Montpellieru (Opéra de Montpellier). Dirigoval René Jacobs a titulní roli zpívali v Paříži José Van Dam a v Montpellieru Laurent Naouri. Novou inscenaci uvedly na přelomu let 2003 a 2004 opera v Lausanne a divadlo v Nîmes; dirigent Christophe Rousset přitom tohoto Rolanda představil rovněž koncertně divákův v Bruselu (Palais des Beaux-Arts), Montpellieru a Amsterdamu (Concertgebouw).

## Role
| Role                 | Hlas         | Premiéra (účinkující) 8. ledna 1685 |
| -------------------- | ------------ | ----------------------------------- |
| Roland (Orlando)     | bas          | François Beaumavielle               |
| Angelika (Angélique) | soprán       | Marie Le Rochois                    |
| Médor                | haute-contre | Louis Gaulard Dumesny               |
| Témire               | soprán       | Mlle Armand                         |
| Astolfo (Astolfe)    | haute-contre |                                     |
| Logistilla           | soprán       |                                     |
| Demogorgon           | bas          |                                     |

Dále se v opeře vyskytuje sbor víl, ostrovanů, pastýřů a pastýřek, hrdinů a následovníků Slávy.

## Děj opery

### Prolog
Démogorgon, praotec všech bohů, svolal do svého paláce génie a nymfy a oznamuje jim, že „největší z hrdinů“ zvítězil nad svými nepřáteli a uložil jim mír; nyní je možné opět oddat se rozkoším a hrám (recitativ Démogorgona Le Ciel m'a fait votre roi a duet se sborem On n'entend plus le bruit des armes). Víty tančí a zpívají o hrůzách války a slastech míru (sbor  Que la guerre est effroyable! a menuet). Démogorgon oznamuje, že dnes svou hrou oživí příběh francouzského rodáka Rolanda ukazující, do jakých omylů může zavést Láska srdce, které opomíjí Slávu (duet a sbor Allons faire entendre nos voix). Géniové a víly zkoušejí tance a zpěvy, které hodlají v představení použít (gigue, gavota a zpěv jedné z víl se sborem C'est l'Amour qui nous menace). Na závěr všichni ještě jednou provolávají slávu vítězi, který přinesl opět mír (duet a sbor Le vainqueur a contraint la guerre).

### 1. dějství
(Samota v lese) Čínská královna Angelika je rozrušena; v jejím srdci se bouřlivě sváří láska a hrdost (árie Ah! que mon cœur est agité!). Její důvěrnice Témire si to vysvětluje tím, že královna očekává vzácný dar od slavného vojevůdce Rolanda, který pro ni vybojoval mnohá vítězství. Vděčnost, kterou Angelika Rolandovi dluží, ji spíše tíží. Myslí na Rolandovu chrabrost a lásku k ní a obává se, že podlehne (árie Je songe, autant que je puis). Témire v podlehnutí Rolandovi neshledává nic zavrženíhodného (árie Aimez Roland à votre tour), jenže Angelika prozrazuje, že její podlehnutí se týká Médora, prostého afrického vojáka, kterého našla zraněného v lese a vyléčila, přičemž se do něj zamilovala (recitativ Mon cœur était tranquile). Témire jí radí, aby Médora co nejdříve poslala pryč, protože tato láska nemá smysl, a Angelika tak hodlá s těžkým srdcem učinit.
Médor přichází, domnívaje se být sám, a bolestně přemítá o své nenaplnitelné lásce ke královně (árie Ah! quel tourment). Když se objeví Angelika, zdraví ji a ohlašuje příchod Rolandových poslů. Jeho povzdech svědčí o závisti vůči Rolandovi, Angelika mu tedy dává najevo, že Rolanda za manžela nechce a že se hodlá vrátit do vlasti sama. Zároveň se ptá Médora, zda je ochoten jí splnit každé přání, a když ten přisvědčí (v árii Vous servir est ma seule envie), žádá ho, aby odešel. Médor tvrdí, že bez ní chce zemřít, to mu však Angelika zakazuje: nezachraňovala jeho život nadarmo (árie Vivez, conservez mon ouvrage). Život bez Angeliky je však pro Médora nepředstavitelný (árie Vous voulez que je vive), ale je nucen královnu poslechnout.
Angelika si uvědomuje, že již Médora neuvidí (árie Je ne verrai plus ce que j'aime), a zmítá se mezi přáním dostát svému rozhodnutí (v čemž ji podporuje Témire) a touhou povolat Médora zpět (duet Angeliky a Témire Le secours de l'absence).
Přichází Rolandovo poselstvo z Východních ostrovů a Ziliante, kníže tohoto lidu, předává Angelice dar od Rolanda – skvostný orientální náramek (pochod, Ziliantův recitativ Au généreux Roland a jeho árie se sborem Triomphez, charmante reine). Lidé z Východních ostrovů tančí a dva z nich zpívají o tom, jak v jejich zemi je láska bez starostí a jak nikdo z lásky nepronásleduje někoho, kdo ji neopětuje (kuplet Dans nos climats).

### 2. dějství
(Pramen Lásky v hloubi lesa) Angelika, následovaná unavenou a reptající Témire, bloudí lesem. Vydala se do něj, aby našla pramen Nenávisti a zbavila se pomocí jeho vody lásky k Médorovi, cesta ji však přivádí vždy znova k pramenu Lásky. Témire se domnívá, že by její paní lék na lásku našla, kdyby ovšem skutečně chtěla (árie Vous devez vous guérir du mal qui vous possède). Ale Angelika se už nesnaží najít pramen Nenávisti, než přestat Médora milovat, raději chce zemřít. Témire (a jeden muž a jedna žena z Angeličina doprovodu) litují srdce, které vzplanulo láskou, protože tento oheň je těžké uhasit (tercet Non, on ne peut pas trop plaindre). Pak vidí Angeika přicházet Rolanda a učiní se neviditelnou pomocí kouzelného prstenu, který si vloží do úst.
Roland ke královně spěchá, ale když mu před očima zmizí, trpce si stěžuje na její počínání Témire (recitativ a árie Belle Angélique, enfin, je vous trouve en ces lieux… Quelle cruauté! Quel mépris!). Témire se ho snaží uklidnit. Roland si je vědom toho, že spěchaje za svou milovanou nechal na holičkách krále Francie, zatímco Paříž ohrožují Afričané. Naposledy volá Angeliku (árie Angélique; en vain j'appelle), pak se rázně rozhoduje s láskou k nevěrné královně skoncovat (árie Le dépit était ma flamme), ale jeho rozhodnutí je marné, nedokáže své city překonat (árie Angélique. ingrate, inhumaine).
Když odejde, Angelika vyplivne prsten a vysvětluje své důvěrnici, že zmizela, aby její přítomnost nedávala Rolandovi klamné naděje, zatímco její srdce směřuje jinam (árie Mon cœur est engagé, Roland ne peut me plaire). Výčitky Témire utne a rozdychtěně očekává Médora (árie C'est l'Amour qui prend soin de lui-même). Přichází Médor; je stále rozhodnut vzít si život, pokud ho nemůže věnovat Angelice (doprovázený recitativ a árie Agréables retraites… Fontaine, que d'une eau si pure). Angelika vystoupí z úkrytu a zadrží jej; přiznává se mu ke své lásce a k úmyslu pojmout jej za manžela a učinit králem Číny. Médorovy nesmělé námitky o rozdílu v urozenosti odmítá (árie Ma gloire murmure en ce jour). Médor je zcela ohromen (árie Témoins du désespoir dont mon cœur fut pressé).
Vyrojí se zástup lesních bytostí: amorů, sirén, vodních božstev, nymf a sylvánů, jakož i sbor šťastných milenců a milenek; tančí a zpívají kolem pramene Lásky, Angeliky a Médora (sbor Aimez, aimez-vous, gavota, duet dvou šťastných milenek Qui goûte de ces eaux, balet a sbor Que pour jamais un nœud charmant nois lie… Tendres amours).

### 3. dějství
(Mořský přístav) Témire přesvědčuje Médora, aby odplul Angeličinými loděmi a zachránil se před hněvem svého soka Rolanda. Médor jí nedůvěřuje, protože byla vždy proti němu, a zároveň se obává, zda mu královna – nyní ve společnosti Rolanda – zachová věrnost, protože stále nemůže uvěřit její přízni (árie S'il fait que ma felicité a Je n'osais pas espérer). Oba ustoupí do ústraní, když se blíží Angelika a Roland.
Roland stále předkládá Angelice svou lásku a vytýká jí krutost. Angelika se ho snaží přesvědčit, ať ji k lásce nenutí. Ale Roland, který kvůli ní opustil svou vojenskou výpravu, se nedá zviklat (árie J'abandonne ma gloire, et la laisse ternir). Roland začíná mít podezření, že má u Angeliky rivala, a varuje, že se případnému soku pomstí. Angelika tedy obrátí a předstírá, že jeho prosbám podléhá (árie Votre constance est triomphante). Nadšený Roland s ní chce odejít někam, kde budou sami (árie En des lieux écartés, dans une paix profonde). Angelika jej posílá napřed.
Médor se objeví a vyčítá Angelice zradu, ale ta mu vysvětluje, že má o něj strach (árie Médor, je tremble pour vous). Médor se ničeho nebojí a je ochoten i zemřít, pokud by měl ztratit svou milovanou ve prospěch Rolanda (árie Roland va m'ôter), ale Angelika jej chce naživu a ujišťuje o své lásce. Chce jen Rolanda odlákat a pak mu unikne pomocí čarovného prstenu; Médor ať na ni čeká v přístavu, a jakmile se Angelika vrátí, odplují spolu do Číny (milostná scéna, v ní též: árie Angeliky Médor, je tremble pour vous, árie Médora Roland va m'ôter, duet Je ne veux que votre cœur, árie Médora Vous me quittez et je demeure, árie Angeliky Vivez pour moi a duet Vivons, l'amour nous y convie).
Pak Angelika představuje svému lidu Médora jako budoucího krále a nařizuje, aby mu poddaní vzdali čest. V rozsáhlém zpěvu a tanci lid slavnostně přijímá Médora za krále a manžela své královny a přeje mu lásku i šťastnou vládu (balet, chaconne a sbor C'est Médor qu'une reine si belle… Heureux Médor! quelle gloire… Que l'amour en tous lieux vous enchante).

### 4. dějství
(Jeskyně uprostřed háje) Na tohoto odlehlé místo přichází Roland. Má se zde potkat s Angelikou, která pod důvěryhodnou záminkou zmizela pomocí svého prstenu a dala si s ním ze schůzku. Roland stále věří, že konečně získal její lásku (árie L'objet qu m!enchante). Jeho společník Astolfe mu vyčítá, že opustil své vojsko ve chvíli, kdy Francii hrozí nebezpečný útok nepřátel (árie Cet empire en vous seul a mis son espérance). Ale Roland myslí jen na Angeliku a Astolfovy výzvy, aby jakožto hrdina zvítězil i nad láskou, odmítá a posílá ho pryč (árie Rolanda Je vois l'Amour qui s'aprête, árie Astolfa Le grand cœur de Roland).
O samotě hledá Roland Angeliku a netrpělivě čeká na západ slunce, po němž se s ní má sejít. U vchodu do jeskyně nalezne slova napsaná rukama dvou milenců. Poznává rukopis Angeliky a pomalu vyluští, že se jedná o vzájemné vyznání lásky Angeliky a jemu neznámého muže jménem Médor. (scéna Rolanda střídající árie a doprovázený recitativ: Ah! J'attendrai longtemps!... Ce que je lis m'apprend que l'Amour a conduit… Que Médor est heureux!). Pak slyší přicházet skupinu pastýřů a pastýřek.
Zatímco Roland hledá po okolí Angeliku, doprovázejí pastýři snoubence Coridona a Bélisu, kteří se zítra žení. Zpívají o tom, jak je tento hájek příznivý milencům, a přejí milencům věčnou ládku (sbor Quand on vient dans ce boccage, duet Vivez en paix a sbor Aimez toujours de même). Coridon a Bélise si slibují věrnou lásku (duet J'aimerai toujours ma bergère) a zpívají, že by své místo nevyměnili ani s Angelikou a Médorem. To zaslechne Roland a vyptává se pastýřů, odkud znají ta jména. Coridon a Bélise Rolandovi vyprávějí o tom, jak ve zdejším lese nalezla Angelika zraněného Médora, vyléčila ho a nakonec učinila tohoto vojáka bez urozenosti i majetku králem, přičemž odmítla stovky nejurozenějších nápadníků. Před očima pastýřů prý složili svatební slib a Bélisin otec Tersandre je odvedl do nejbližšího přístavu.
Tersandre přichází požehnat snoubencům a zahání starosti (árie se sborem Allez, laissez-nous, soins fâcheux). Roland se od něho dozvídá, že Angelika a Médor jsou již na cestě do dalekých krajin. Je nadmíru rozrušen, pastýři se domnívají, že láskou. Tersandre se ho snaží uchlácholit (árie Qui suit les amoureuses loix). Pak ale zanotuje s pastýři píseň na počest lásky Angeliky a Médora (árie a sbor Bénissons l'amour d'Angélique). To Rolanda rozzuří a pastýři se v děsu rozprchnou.
Rolanda, který se cítí zrazen, se zmocňuje šílenství. Ničí nápis v jeskyni, láme větve a odvaluje kameny, trhá své šaty a nakonec má iluzi, že hovoří s Furií, kterou vysílá podsvětí, aby jej věčně trápila (scéna šílenství, doprovázený recitativ a árie Je suis trahi!... Témoins d'une odieuse flamme).

### 5. dějství
(Palác moudré víly Logistille) Rolandovo šílenství působí značné potíže pro francouzské vojsko a Astolfe se přichází poradit o pomoc k moudré víle Logistille (árie Astolfa Sage et divine fée, à qui tout est possible). Víla se již postarala o to, aby byl Roland přenesen do jejího paláce a kouzlem udržován v klidném spánku, avšak dosud se jí nepodařilo ho úplně vyléčit: její hlas sice dokáže otřást podsvětím a utišit hrom, ale ukonejšit srdce zraněné láskou je mnohem obtížnější (árie Vos justes voeux sont prévenus a Je puis des éléments intrrompre la guerre).
Víla dává přinést spícího Rolanda a povolává své víly, aby sladkým zvukem a tančenými obřady překonnaly kouzlo lásky („symfonie‟, árie víly Par le secours d'une douce harmonie a sbor víl Heureux qui se défend toujours). Poté Logistille přivolá z podsvětí stíny slavných hrdinů minulosti, aby jí pomohly vyvést Rolanda z jeho zbloudění a vzbudily v něm touhu vrátit se k válečné slávě (doprovázený recitativ Ô vous dont le nom est plein de gloire a árie víly se sborem hrdinů Roland, courez aux armes).
Roland se budí a seznává své poblouznění; stydí se za své počínání, když byl zaslepen láskou a chce se hanbou uchýlit do ústraní (recitativ Quel secours vient me dégager?). Ale víla astíny hrdinů jej utěšují slovy, že nikdo není bez slabosti, a Roland se přidává k jejich volání do zbraně (Allons, courons aux armes). Víly a stíny hrdinů projevují svou radost nad Rolandovým rozhodnutím tancem (balet). Do boje jej provází Sláva, před ním letí Hrůza a za ním následuje Věhlas. Zpěvem a tancem víl, hrdinů a družiny Slávy vyprovázejícími Rolanda opera končí (balet a sbor La Gloire vous appelle).

## Nahrávky
- Roland (kompletní): Nicolas Testé (Roland), Anna Maria Panzarella (Angélique), Olivier Dumait (Médor), Logistille (Salomé Haller); Les Talens Lyriques, (Christophe Rousset, Ambroisie, 2004)
- Rolandův monolog v 4. dějství byl nahrán basem Olivierem Lallouettem na Les Plaisirs de Versailles. CD od Les Arts Florissants conducted (William Christie, Erato, 2002).